# 見世物学会
見世物学会（みせものがっかい）は、1999年11月に設立された研究会。文化人類学者山口昌男、文学者種村季弘、俳優小沢昭一をはじめとする研究者と、見世物業界（藤平興行、大寅興行、安田興行）の人々が中心となり、会員約130名によって設立された。
同会のウェブサイトによれば、見世物にはサーカス、お化け屋敷、見世物小屋を含み、昭和30年代には50を超えていた小屋が今日では珍しい光景になり、体験者も激減したが、歌舞伎をはじめとするさまざまな日本の芸能のルーツの一つであり、同会は、日本にわずかに残る見世物の魅力を確認し、その周辺の日本の文化とのつながりを探る人たちの集いである。

## 概要
- 事務局：埼玉県越谷市
- 年会費：一般8,000円、学生4,000円
  - 会員特典：学会誌『見世物』、学会紙「大見世物」、総会講演会　無料

## 役員等
- 会長：鵜飼正樹(京都文教大学教授)
  - 前会長：田之倉稔(演劇学者。在任1999年-2017年)
- 理事長：西村太吉
- 顧問：青木茂・坂田春夫
- 参与：康芳夫
- 理事：秋山祐徳太子・安田春子
- 評議委員：大野裕子・上島敏昭・坂入尚文・高山宏・田中優子・内藤正敏・中沢新一・松岡正剛・和田修・石塚純一・村山恒夫
- 事務局：坂入尚文・真島直子・後藤秀聖・小嶋恵理・椎名絢

## 総会・開催イベント

### 1999年
- 5月29日　世紀末大放談会-東京・新宿　西向天神
  - ギリヤーク尼崎(大道舞踏)
  - 「ろくろ首から考えるのこころだ」-　西村太吉、田之倉稔、上島敏昭(実演)、安田春子、大野裕子、平岡正明、鵜飼正樹、橋爪紳也、和田修、水木しげる
  - スライド「女ターザン」-　内藤正敏、斉藤宗男　協力:東京チンドン、四谷三寸一同
- 5月30日　「いかがわしさについて」-　高山宏、種村季弘、山口昌男、田之倉稔、畑中純
- 11月　第1回総会-東京・御茶ノ水　中央大学講堂
  - 学会設立総会「文化の仮設性について」-　山口昌男、種村季弘

### 2000年
- 11月19日　第2回総会-大阪　飛田新地料理組合講堂　料亭百番
  - 「大阪の盛り場、千日前の娯楽」-　講師:竹村民郎、西村太吉、田之倉稔、種村季弘、山口昌男、橋爪紳也
  - 「見世物　旅と芸」-　坂本健一(元吉本オートバイサーカス)、坂入尚文　協力:ちんどん通信東西屋

### 2001年
- 11月11日　第3回総会-東京・千駄ヶ谷　東医健保会館
  - 「油絵は見世物であった」-　青木茂、西村太吉、田之倉稔、坂入尚文

### 2002年
- 11月5日　第4回総会-東京・新宿　紀伊国屋ホール
  - 「垣間見せる異界　いかがわしく輝く見世物」-　康芳夫、斉藤宗男、西村太吉、坂入尚文
  - 「見世物へのまなざし」-　小沢昭一、山口昌男、坂入尚文

### 2003年
- 11月27日　第5回総会-東京・池尻大橋　東山住区センター会館
  - 「歌舞伎・見世物・演劇」-　和田修
  - 西村太吉、坂田春男、山口昌男、岡本敏子

### 2004年
- 11月14日　第6回総会-京都　ぱ・る・るプラザ
  - 「女たちの見世物　-　見世物小屋の過去、現在、展望」-　鵜飼正樹、大野裕子、安田春子、藤平松太郎、西村太吉、山口昌男
  - 「見世物小屋　旅芸人・人間ポンプ一座～」特別編集版上映　協力:ヴィジュアルフォークロア・北村皆雄

### 2005年
- 11月26日　第7回総会-名古屋　大須演芸場
  - 「江戸　名古屋の見世物」/『大須歌舞伎』-　岩田信市、足立秀夫、『節談節付説教』-　関山和夫
  - 「名古屋の見世物」-　武藤真、西村太吉、坂田春夫

### 2006年
- 11月11日　第8回総会-東京　麻布十番温泉
  - 「アジアをまたぐ露店という見世物-インドの行商ヴァギリの研究」-　岩谷彩子
  - 田之倉稔、坂入尚文

### 2007年
- 2月24日　特別企画-東京・浅草　木馬亭
  - 「見世物の地下水脈」-　西村太吉、坂田春夫、山口昌男、田之倉稔、坂入尚文
- 11月7日　第9回総会-横浜・野毛　叶屋
  - 「悪所から-いかがわしい『野毛』と大道芸祭」-　福田豊
  - 「山口百恵は菩薩である」-　平岡正明、与那原恵、田之倉稔、坂入尚文　協力:叶屋

### 2008年
- 11月15日　第10回総会-京都・島原　旧揚屋・井筒屋
  - 「欧米における14世紀葬儀人形から現代蝋人形への系譜」-　川井ゆう
  - 西村太吉、田之倉稔、坂入尚文　協力:京都造形芸術大学関本研究室

### 2009年
- 11月28日　第11回総会-東京　湯島聖堂斯文会館講堂
  - 「妖怪文化の脈動-江戸時代と近代の広がりと視覚装置　-　湯本豪一
  - 西村太吉、坂田春夫、田之倉稔、坂入尚文

### 2010年
- 11月28日　第12回総会-東京　早稲田大学小野記念講堂
  - 「説教師-明治末から現代まで」-説教節政太夫
  - 田之倉稔、西村太吉、坂入尚文　協力:和田修

### 2011年
- 11月19日　第13回総会-東京藝術大学美術学部第一講義室　
  - 第一部　特別公演「生人形の棲息領域とその後」-　南嶌宏
  - 第二部　放談会「見世物の棲息領域」-　青木茂、秋山祐徳太子、佐藤一郎、南嶌宏、田之倉稔、西村太吉、坂入尚文、柳誠、細田秀明

### 2012年
- 11月17日　第14回総会-武蔵野美術大学一号館一〇三講義室
  - 序-「魔術と藝術のはざまに」-　新見隆
  - 第一部　「天井桟敷と見世物の復権」-　九條今日子、笹目浩之、田之倉稔、門伝仁志
  - 第二部　「オートバイサーカスと見世物小屋のゆくえ」-　藤田昭範、坂本健二、坂入尚文、西村太吉、ケント・ダール

### 2013年
- 11月10日　第15回総会-東京藝術大学美術学部第三講義室　　　　　　　　　
  - 第一部　追悼放談会「種村季弘・小沢昭一、山口昌男　追悼」-　西村太吉、坂入尚文、石塚純一、上島敏昭、秋山祐徳太子、真島直子、山口ふさ子、岩田信市　他
  - 第二部　「佐伯俊男・会田誠　変態絵画と見世物小屋の境界感覚」-　福住治夫、佐藤一郎、坂入尚文

### 2014年
- 11月15日　第16回総会-慶應義塾大学北館ホール
  - 第一部　「越境する芸能　見世物」-　安田春子、大野裕子、西村太吉、門伝仁志、柳誠、鵜飼正樹、ぴょん子太夫
  - 第二部　「見世物と土方巽　見世物と舞踏・演劇」-　麿赤児、梅山いつき、森下隆、小島政治、大須賀勇、細田麻央、坂入尚文
  - 特別展示　①内藤正敏「見世物看板大写真展再現」②「土方巽アーカイブの秘蔵資料から」

### 2015年
- 11月21日　第17回総会-東京　新宿花園神社境内見世物小屋
  - 第一部　「興行女相撲の残したもの」-　亀井好恵
  - 第二部　「見世物と土方巽の舞踏における『見せない』視覚文化論越えて」-　カディア・チェントンツェ

### 2016年
- 11月5日　第18回総会-大阪　なんば紅鶴(レジャービル味園内)     
  - 第一部　「塔の見世物・塔という見世物」-　細馬宏通
  - 第二部　「ちんどん屋! 仮装の楽隊」-　林幸治郎、ジャージ川口、赤江風見花

### 2017年
- 11月26日　第19回総会-東京・浅草　木馬亭
  - 第一部　「小沢一郎さんに捧ぐ　日本のストリップ70年史　額縁ショウから現在まで」-　西条昇
  - 第二部　座談会「ストリップ・見世物なんでもかんでも」-　西条昇、小泉信一、西村太吉、秋山祐徳太子
  - 坂入尚文

### 2018年
- 5月27日　見世物学会第一回若手研究会「見世物の拡張」-東京・神田神保町　美学校
  - 「GGアリンの見世物的糞便学」-　後藤護
  - 「石井輝男と継ぎ接ぎの時代」-　 山田宗史
- 11月17日　第20回総会-東京・中野　space&cafe ポレポレ坐　
  - 特別対談「見世物としてのサーカス」-　本橋成一、鵜飼正樹
  - 特別展示「天幕の見世物小屋、サーカスの時間-本橋成一資料コレクションを中心に」